# Митрофанов, Павел Ильич
Павел Ильич Митрофанов (21 июня (3 июля) 1857, Архангельск ― 29 декабря 1920, Ростов-на-Дону) ― русский эмбриолог и гистолог. Доктор зоологии. Ректор Самарского политехнического института в 1915―1917 гг. и Донского университета в 1919—1920 гг.

## Биография
Родился 21 июня (3 июля) 1857 года в Архангельске в семье чиновника. В 1877 году с золотой медалью окончил Архангельскую гимназию и в том же году был зачислен на естествоведческое отделение физико-математического факультета Императорского Московского университета. Окончил его в 1881 году, после чего работал учителем в Москве.
C 1886 года ― приват-доцент. C 1896 года ― профессор Императорского Варшавского университета. 
В 1915 году, после начала Первой мировой войны, Варшавский университет был эвакуирован сначала в Москву, а затем ― в Ростов-на-Дону. Митрофанов предпочёл откликнуться на предложение самарского губернского предводителя дворянства А. Н. Наумова возглавить новообразованный Самарский политехникум (ныне ― Самарский государственный технический университет), хотя также оставался заведующим кафедрой сравнительной анатомии, гистологии и эмбриологии и возглавлял зоотомическую лабораторию и зоологический кабинет в переехавшем Варшавском университете.
1 июля 1915 года переехал в Самару и сразу же преступил к обязанностям руководителя Самарского политехникума. Поскольку одновременно был сотрудником университета в Ростове-на-Дону, ему очень часто приходилось совершать длительные поездки между двумя городами, хотя его основным местопребыванием стал Ростов. 
1 сентября 1917 года истёк его срок полномочий ректора Самарского политехникума и он сразу же был снова откомандирован во вновь образованный Донской университет. За краткое время пребывания в Самаре им был проделан большой объём подготовительных работ по организации института. В частности, регулярно собиралась и решала стоявшие на повестке дня вопросы строительная комиссия: по использованию пожертвованных денег, отводу институту земель и выбору архитектора. Хотя к непосредственному строительству зданий института приступить из-за войны и революции ему не удалось.
Стал последним выборным ректором Донского университета. При нём было учреждено «Общество помощи Добровольческой армии», а ростовское отделение «Белого Креста», возникшее из дамского кружка, возглавила жена профессора Е. Е. Митрофанова.
В последние годы жизни почти полностью ослеп. Скончался 29 декабря 1920 года. «Умер у себя в лаборатории, где жил последнее время в полном одиночестве и при крайне неблагоприятных условиях питания и отопления» ― так писал в некрологе профессор Я. Щелкановцев.

### Научные работы
Был автором около 110 научных работ. Занимался исследованием вопросов развития периферийных нервов и их окончаний и сравнительно-эмбриологическими исследованиям птиц. Также занимался вопросами тератологии, в том числе и экспериментальными исследованиями, дал верное объяснение причин возникновения ряда физиологических аномалий. 